# Українська греко-католицька парафія та церква Різдва св. Іоанна Предтечі в Ельблонгу
Греко-католицька парафія Різдва св. Іоанна Предтечі Ельблонзького деканату Української греко-католицької церкви діє функціонує по вул. Р. Трагутта, 15, на краю однойменного парку. Парафія посідає у власності храм Різдва св. Іоанна Предтечі колишню лютеранську каплицю св. Анни, яка була передана українцям – переселенцям по акції "Вісла", які замешкали в Ельблонгу в 1981-84 рр. Неподалік від цієї (старої) церкви, на вул. Трагутта 64 триває (станом на 2019 р.) будова нової церкви.

## Історія парафії

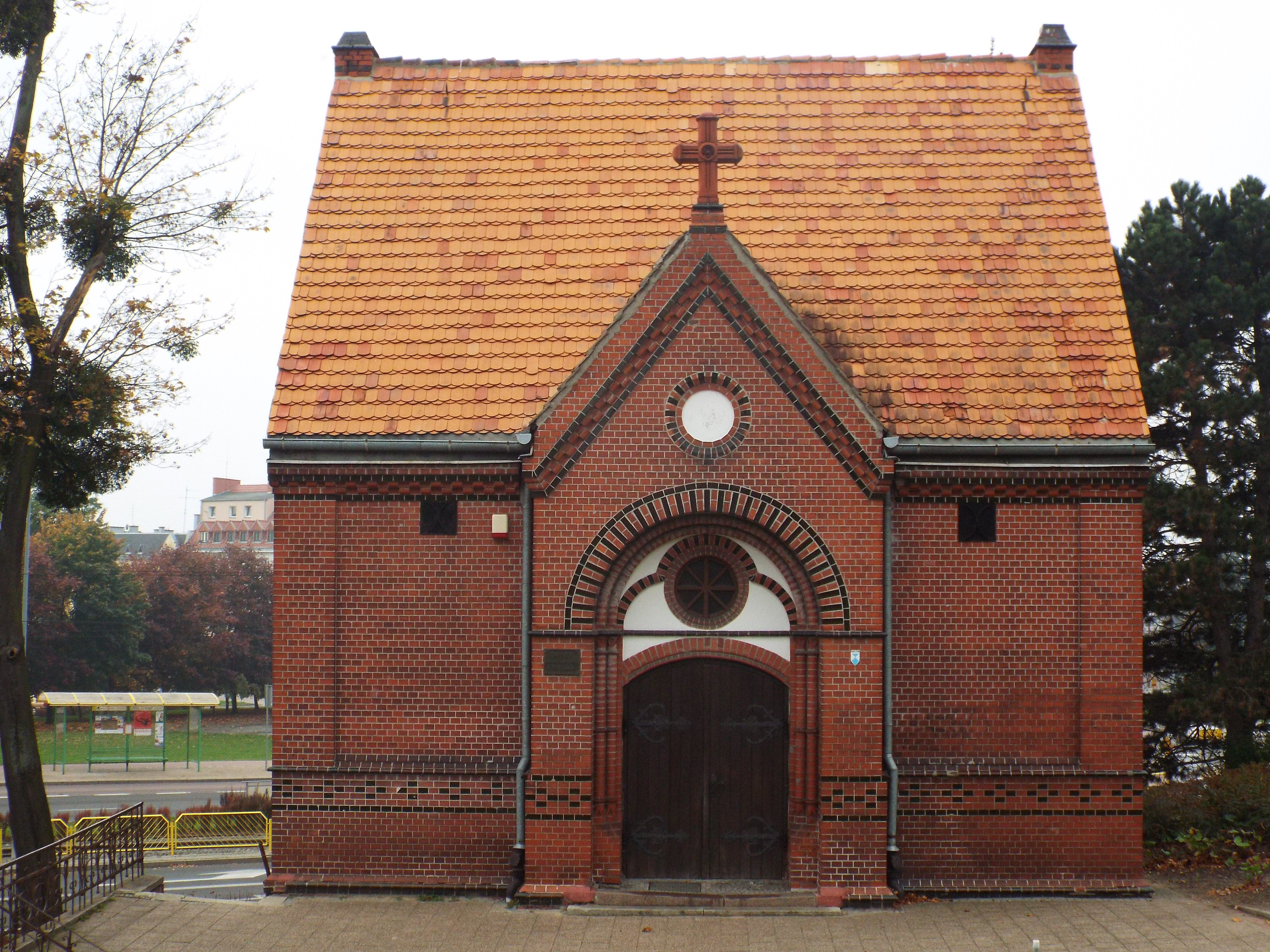
Церква Різдва св. Іоанна Предтечі (стара) у м. Ельблонг. Фото 10.2019 р.

Під час злочинної акції «Вісла» 1947 р. українців не виселяли до самого Ельблонга. Вони з’являлися тут пізніше: шукали праці і почали оселювалися у місті. Греко-католицькі богослужіння в Ельблонгу розпочав о. Іван Яремин. Отець Іван на початку травня 1947 р. в рамках акції «Вісла» був виселений із с. Райське Ліського пов. Заарештований співробітниками UВР на збірному пункті в с. Волковия Ліського пов., доставлений до тюрми РUВР у м. Сянік. До табору Явожно прибув 14.У.1947 (табірний №354). Звільнений 12.XII.1948 р. З табору подався у м. Ґурово-Ілавецьке тодішнього Ольштинського воєв., де жила після виселення дружина Любомира з сином Богданом і донькою Евлалією та наймолодший брат священика – Роман. 1949 р. о. Іван відбув тритижневий курс латинського обряду в м. Ельбльонґ, після чого був призначений вікарієм римсько-католицького пароха о. кан. Вацлава Гіпша в парафії св. Миколая в м. Ельбльонґ. Також о. Іван Яремин став капеланом по Ельблонзьким шпиталям, зокрема міському шпиталі, де служив в римському обряді. Іван Яремин жив у будинку за адресою вул. Нічмана (Nitschmanna 5/6). Станом 1960 ті рр. на Помор’ї вже існували місця греко-католицького культу. Зважаючи на це, вірні з Ельблонга розпочали шукати можливостей здійснення богослужінь в самому Ельблонгу. Однак тільки в червні 1974 р. в каплиці сестер Катеринок в Ельблонгу почали регулярно відправляти греко-католицькі богослужіння. Цього добивалася низка осіб, але найбільшим ангажуванням відрізнявся Леон Горак, що в той час було ознакою великої мужності. Першим пробощем став о. Іван Яремин за сумісництвом тодішній настоятель греко-католицької парафії в Пасленку. За вармінського єпископа Едмунда Піща низку храмів, які по факту використовували греко-католики, було їм передано. Загалом було передано близько 12 храмів, які римським католикам не були критичні. Так в районі 1981 р. (цього року було виконано розписи) було дозволено служити в цій каплиці (старій церкві) в Ельблонгу. В 1984 р. греко-католики отримали цю каплицю у власність.

## Історія та опис старої церкви

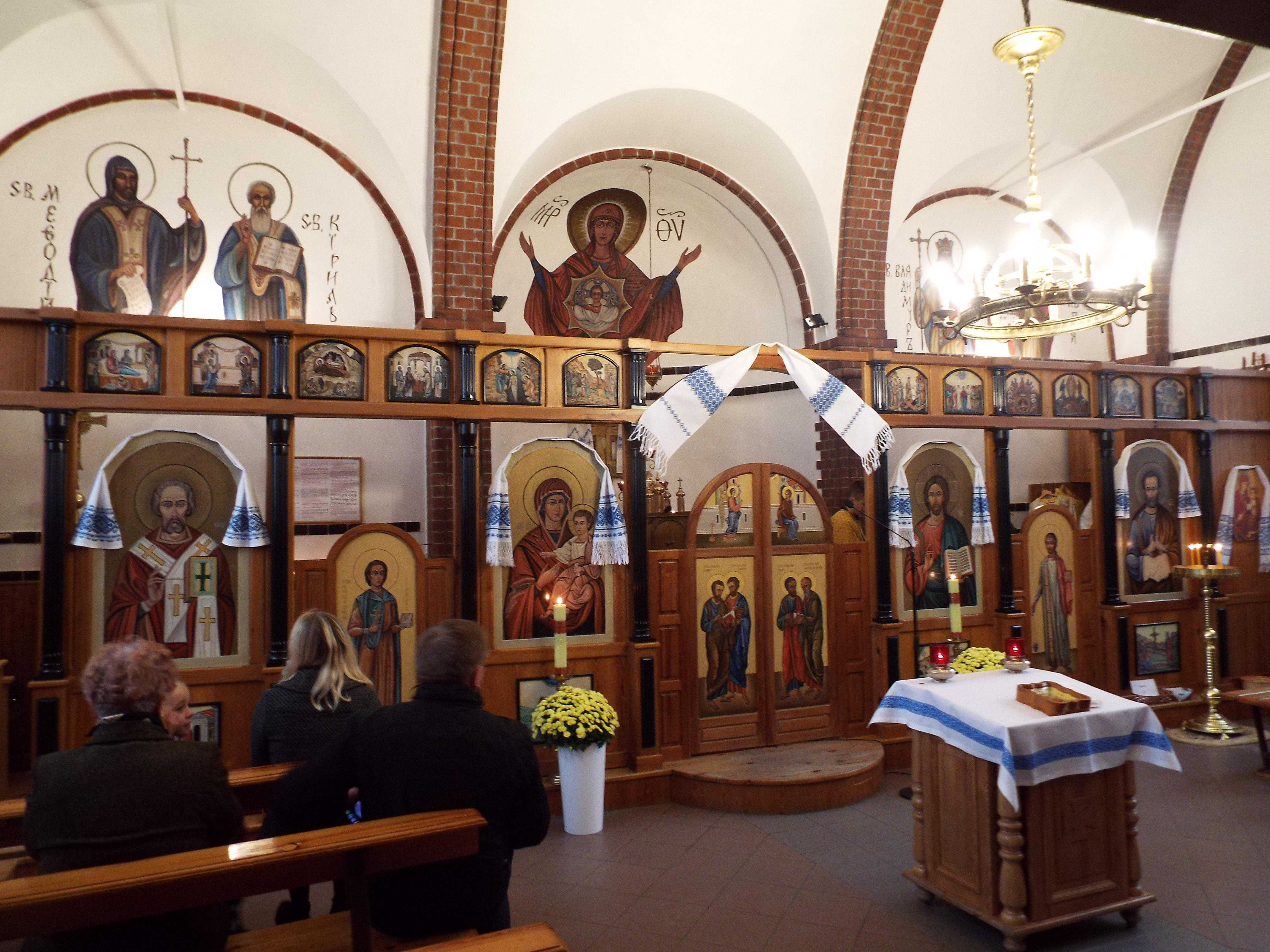
Вистрій церкви Різдва св. Іоанна Предтечі у м. Ельблонг. Фото 10.2019 р.

На верхівці пагорбу у сучасному парку Р. Трагутта знаходився лютеранський костел св. Анни, а на його схилах лютеранський цвинтар. Його каплиця св. Анни (суч. церква народження св. Іоанна Хрестителя) не потерпіла від війни. Це була лютеранська каплиця для відспівування небіжчиків збудована в 1902 р. В нижньому ярусі зносили труну, з гори проводили богослужіння. Після 1945 р. каплиця використовувалася римськими католиками як дім для проведення катехез (навчання релігії). Костел св. Анни, що якийсь час стояв без даху, був розібраний.
Каплиця прямокутна з двосхилим дахом в неороманському стилі, характерному для церковної архітектури кін. XIX – поч. XX ст. Вона має дві невеличкі сигнатурки. З західного боку розташована апсида. Каплиця була потинькована білим тинком та з боку апсиди розписана. Станом на 2019 р. були наявні три композиції: в апсиді – Богородиця Оранта з Христом, зліва від неї – св. Кирило та Мефодій, з правого боку – св. Ольга та св. Володимир з зображенням першого храму – десятинної церкви. Розписи каплиці виконав українець Дмитро Депут – звичайний селянин у 1981 р. Він походив з Гурова-Ілавецького. Встановлено дерев’яний іконостас з трьома ярусами ікон. Верхній ярус: квадратні зображення з життя Ісуса Христа. Нижній ярус – дерев’яні мальовані ікони (зліва на право)- св. Миколай, Богородиця, Христос та св. Йосафат. На царській брамі в верхньому ярусі тема повідомлення про народження Іоанна Хрестителя, в нижньому зображення євангелістів: св. Матвія, св. Марка, св. Луки та св. Іоанна Богослова. В нижнім ярусі іконостасу також зображено сцени з життя Ісуса Христа. Ікони прикрашені рушниками, які походять з України. В дияконських воротах зображення святих. Дерев'яний іконостас розділений пофарбованими в чорний колір пілястрами. Посередині храму дерев'яний престол з іконою. Біля ікони св. Йосафата встановлено свічник. В каплиці наявні хори (влаштовані з дерева). Внутрішній простір освітлюється підвісним світильником. В південно-східному кутку церкви в стіну вмурована металева пам'ятна дошка на честь 100-річчя хрещення Русі. В церкві наявні хоругви з зображеннями Богородиці, Христа, а також св. Ольги та св. Володимира. Раніше у парафії була також домівка по вул. Познанська 2а.

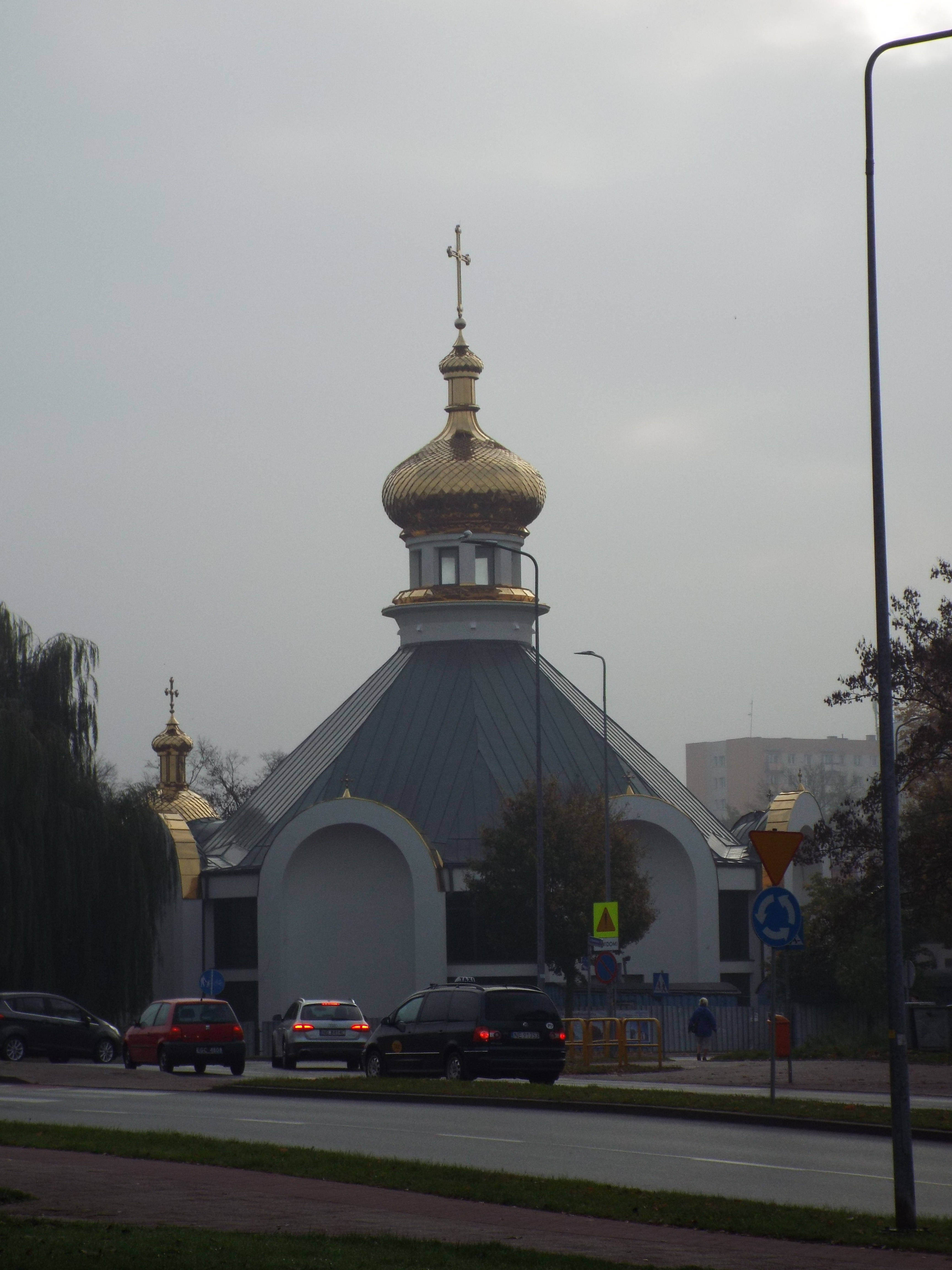
Нова церква Різдва св. Іоанна Предтечі в Ельблонгу в будові. Фото 10.2019 р.

## Нова церква

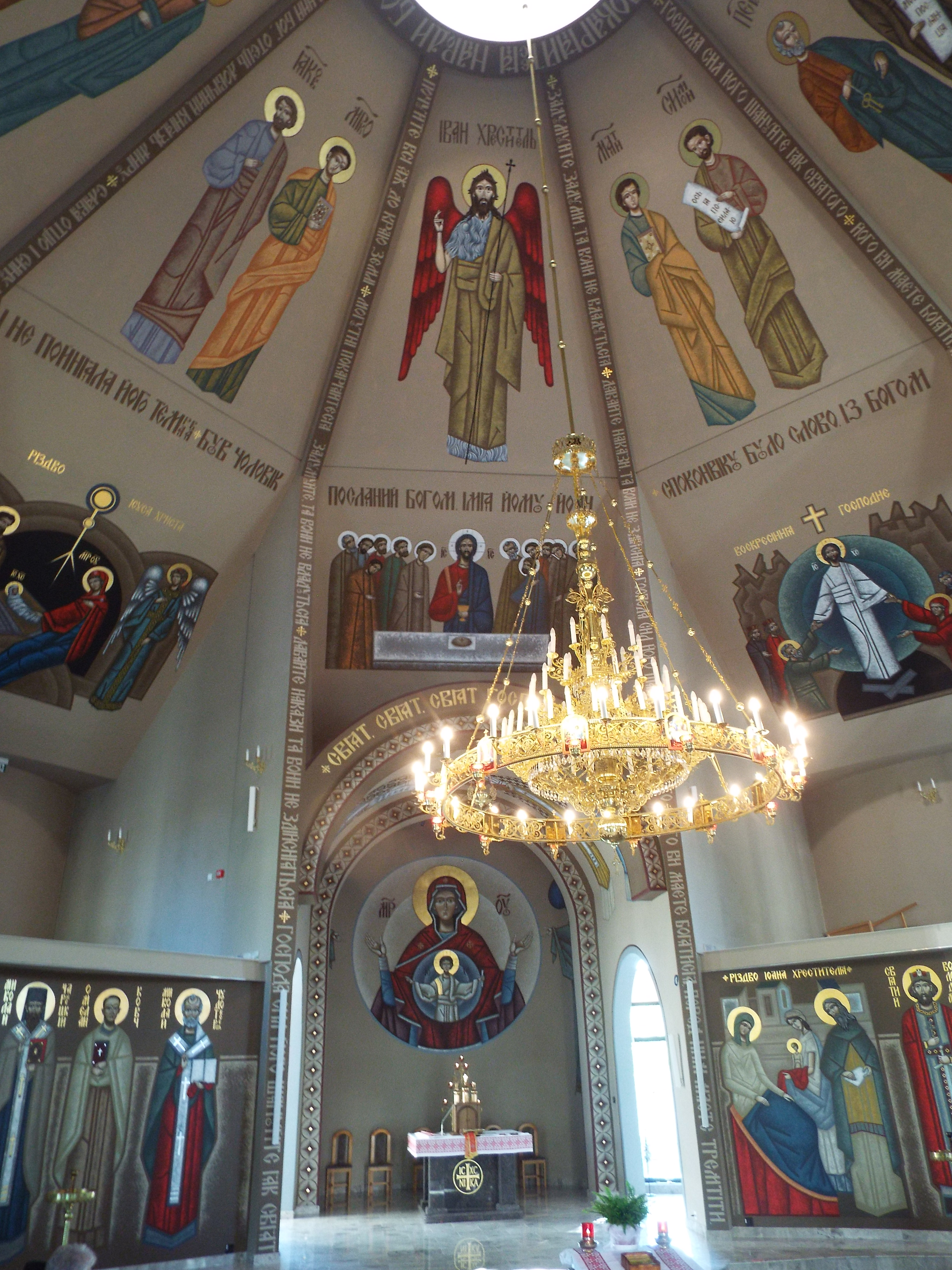
Інтер'єр нової церкви Різдва Іоанна Хрестителя в Ельблонгу, стан з 2021 р.

В травні 2011 р. владика Іван Мартиняк в присутності духовенства обох обрядів та вірних посвятив хрест та ділянку під будівництво нової церкви по вул. Трагутта, 64. Станом на 2019 р. було зведено плебаню та храм (стіни та позолочені бані, храм засклено). В 2020-21 рр. виконано частину внутрішнього оздоблення храму. Зокрема розвписано його стіни і склепіння. Автором розписів є Григорій Пелех. Влаштовано двері та олтар. У січні 2021 р. після початку богослужінь в новій церкві, настоятель парафії народження Іоанна Хрестителя в Ельблонгу о. Андрій Сорока передав цю каплицю протестантам, які в Ельблонгу також потребують храму. Іконостас з старої церкви подаровано для греко-католицької церкви в Ряшеві. Меморіальну дошку в пам'ять про акцію "Вісла" та дошку, з написом "Греко-католицька церква у Ельблонгу", а також церковні хоругви перенесено до нової церкви. При вході до церкви знаходиться оригніальний камень, який був закладений на початку будови храму в 2011 р. Доля розписів з старої церкви як пам'ятки матеріальної культури українців на вигнанні залишається непевною.
22 червня 2024 р. відбулося урочисте освячення храму та святкування 50-річчя греко-католицької парафії Різдва святого Івана Хрестителя в Ельблонзі. Літургію очолив архиєпископ Євген Попович, митрополит Перемисько-Варшавський (УГКЦ), у співслужінні з єпископами Аркадієм Трохановським – єпархом Ольштинсько-Ґданським, єпископом Володимиром Ющаком – єпархом Вроцлавсько-Кошалінським та римо-католицькими єпископами.

## Богослужіння
Наразі богослужіння ведеться в новій церкві. Станом на 2013-2018 рр. служба тут відбувалася лише в неділю о 8 годині ранку. З 2019 р. служба відбувається в неділю о 8 та 8-30 (ранкова), також о 12-30 – літургія. В звичайні дні служба о 8-30, в свята о 17-00. Вірних збирається до 160.